# Josef Bíža
Josef Bíža (* 17. února 1950) je český politik, na počátku 21. století poslanec Poslanecké sněmovny za ODS.

## Biografie
Ve volbách v roce 2002 byl zvolen do poslanecké sněmovny za ODS (volební obvod Ústecký kraj). Byl členem sněmovního zemědělského výboru. V parlamentu setrval do voleb v roce 2006.
Je místopředsedou Oblastního sdružení ODS.
V krajských volbách roku 2000 byl zvolen do Zastupitelstva Ústeckého kraje za ODS. Je aktivní v místní politice. V komunálních volbách roku 1994, komunálních volbách roku 1998, komunálních volbách roku 2002, komunálních volbách roku 2006 a komunálních volbách roku 2010 byl zvolen do zastupitelstva obce Mšené-lázně za ODS. Profesně se uvádí v letech 1998, 2002, 2006 i 2010 jako starosta.